# Rozumivka, Karlivka
Rozumivka (în ucraineană Розумівка) este un sat în comuna Lîpeanka din raionul Karlivka, regiunea Poltava, Ucraina.

## Demografie
Componența lingvistică a localității Rozumivka
     Ucraineană (96,13%)
     Rusă (3,04%)
     Alte limbi (0,83%)
Conform recensământului din 2001, majoritatea populației localității Rozumivka era vorbitoare de ucraineană (96,13%), existând în minoritate și vorbitori de rusă (3,04%).